# Puya secunda
Puya secunda är en gräsväxtart som beskrevs av Lyman Bradford Smith. Puya secunda ingår i släktet Puya och familjen Bromeliaceae. Inga underarter finns listade i Catalogue of Life.